# Jean-Pierre Bacri
Jean-Pierre Sauveur Bacri, född 24 maj 1951 i Bou Ismaïl, Franska Algeriet, död 18 januari 2021 i Paris, var en fransk skådespelare och dramatiker.

## Utmärkelser
Bacri har bland annat vunnit fem Césarpris som skådespelare och manusförfattare.

## Filmografi (urval)
- 1983 – Franska väninnor (roll)
- 1985 – Subway (roll)
- 1993 – Smoking/No Smoking (manus)
- 1997 – Hund på två ben (roll)
- 1997 – On connaît la chanson (manus och roll)
- 1998 – Place Vendôme (roll)
- 2000 – I andras ögon (manus och roll)
- 2003 – Les Sentiments (roll)
- 2004 – Se mig (manus och roll)
- 2008 – Det regnar alltid i Provence (manus och roll)
- 2013 – Förtrollad av Paris (manus och roll)
- 2018 – Trädgårdsfesten (manus och roll)